# Chyliny (województwo mazowieckie)
Chyliny – wieś sołecka w Polsce położona w województwie mazowieckim, w powiecie makowskim, w gminie Szelków.
| SIMC    | Nazwa              | Rodzaj    |
| ------- | ------------------ | --------- |
| 0521118 | Chyliny Leśne      | część wsi |
| 0521124 | Chyliny Nadrzeczne | część wsi |

Wieś szlachecka położona była w drugiej połowie XVI wieku w powiecie makowskim ziemi różańskiej. W latach 1975–1998 miejscowość administracyjnie należała do województwa ostrołęckiego.